# Tuyến đường sắt Albula
Tuyến đường sắt Albula (tiếng Đức: Albulabahn; tiếng Ý: Ferrovia dell'Albula) là một tuyến đường sắt đơn khổ mét, một phần của mạng lưới Tuyến đường sắt Rhaetian (RHB) nằm tại bang Graubünden, Thụy Sĩ. Nó kết nối ga đường sắt Thusis ở Hinterrhein với ga đường sắt St. Moritz ở Engadin.
Việc xây dựng tuyến đường sắt bắt đầu vào năm 1898 và khánh thành vào ngày 1 tháng 7 năm 1903 sau đó tuyến đường sắt được mở rộng đến St. Moritz, được khánh thành vào ngày 10 tháng 7 năm 1904. Toàn tuyến đường sắt này có 55 cây cầu, 39 đường hầm, tổng chiều dài là 61,67 kilômét long (38,32 mi). Đây là một trong những tuyến đường sắt khổ hẹp ngoạn mục nhất trên thế giới.
Ngày 7 tháng 7 năm 2008, tuyến đường sắt Albula và Bernina cũng là một phần của RHB đã được UNESCO công nhận là Di sản thế giới với tên gọi Tuyến đường sắt Rhaetian trong Phong cảnh Albula / Bernina. Hoạt động trên tuyến đường sắt Albula là hai đoàn tàu nổi tiếng Glacier Express và Bernina Express.

## Lịch sử
Cho đến năm 1890, phía đông nam Thụy Sĩ giao thông đường sắt vẫn còn rất kém phát triển. Giao thông quá cảnh trên núi đã rút ngắn tuyến đường sắt Gotthard từ bắc Thụy Sĩ đến Ticino, do đó việc xây dựng một tuyến đường sắt xuyên lục địa ở Graubünden không khả thi về mặt kinh tế. Chỉ có thành công của tuyến đường sắt Landquart-Davos-Bahn (LD) mới dẫn dến một bước ngoặt. Năm 1895, LD đổi tên thành Tuyến đường sắt Rhaetian (RHB). Hai năm sau, người dân Graubünden đã quyết định trong một cuộc trưng cầu dân ý rằng, RHB sẽ thuộc quyền sở hữu của Nhà nước. Thay đổi này đã tạo điều kiện cho các phần tiếp theo của tuyến đường sắt Rhaetian được mở rộng, nhằm mở ra phần còn lại của bang Graubünden.
Năm 1890, Willem Jan Holsboer lúc bấy giờ là chủ một khách sạn ở Davos đề xuất xây dựng một tuyến đường sắt từ Chur tới Davos, qua một đường hầm dưới đèo Scaletta đến St. Moritz, rồi tiếp tục băng qua đèo Maloja để đến Chiavenna ở Ý. Holsboer sau đó đã phải từ bỏ ý kiến này để ủng hộ một tuyến đường sắt xuyên qua một khu vực sau đó trở thành hầm Albula. Năm 1895, người tiên phong đường sắt ở Zurich Adolf Guyer-Zeller đã trình bày ý tưởng về tuyến đường sắt Engadine-phía đông sẽ kết nối Chur, băng qua Thusis và Engadine, qua đèo Fuorn, tới Vinschgau và Trieste. Zeller đã lên kế hoạch cho tuyến đường được đề xuất này như một đường sắt khổ tiêu chuẩn. Nó sẽ đi qua dãy núi Albula bằng một đường hầm dài 12 km từ cửa sông Val Tisch đến Thung lũng Inn bên dưới Bever. Với tên dự án này là Ofenbergbahn, tuyến đường sắt sẽ cắt một kết nối thông qua Val Müstair. Chỉ đến ngày 30 tháng 6 năm 1898, hội đồng liên bang ở Bern cuối cùng quyết định lựa chọn xây dựng tuyến đường sắt Albula. Điều này đã dẫn đến quyết định chống lại các tuyến đường sắt khổ tiêu chuẩn khác, và một tuyến đường sắt dự kiến tương tự trên đèo Julier.
Năm 1896, chỉ có 20 km đường sắt khổ tiêu chuẩn ở Graubünden và 90 km đường sắt khổ hẹp. Và chiều dài của các tuyến đường sắt khổ tiêu chuẩn vẫn không thay đổi cho đến tận ngày nay ngoại trừ một tuyến đường sắt công nghiệp mới từ Chur đến Domat / Ems. Việc xây dựng ưu tiên kết nối đến các spa tại St. Moritz lúc đó chỉ có thể đến được bằng những chuyến xe ngựa chở khách chặng cố định kéo dài đến 14 tiếng đồng hồ từ Chur, điểm cuối của đường sắt khổ tiêu chuẩn.
Sau khi Thusis được nối đến từ Chur, việc xây dựng tuyến đường sắt Albula được bắt đầu khởi công vào ngày 15 tháng 10 năm 1898. Không giống như tuyến đường sắt Bermina được mở ra 10 năm sau đó và hoạt động ở dạng điện khí hóa hoàn toàn ngay từ đầu, Albula là một tuyến đường sắt hơi nước ngay từ khi nó được hình thành từ trong suy nghĩ. Hơn nữa, nó cũng được dự định là một tuyến đường sắt cho được sử dụng cho mọi người mọi nơi mọi lúc, đặc biệt là cho việc vận chuyển hàng hóa. Vì đầu máy hơi nước thời điểm đó vẫn không đặc biệt mạnh mẽ và để cho phép tốc độ cao nhất có thể thì độ dốc tối đa được giới hạn ở mức 3,5% và bán kính đường cong tối thiểu cũng được xác định là rộng. Vì vậy, để tối đa hóa hiệu quả của nó mà tuyến đường sắt này phải đã bỏ qua các giới hạn kỹ thuật của một tuyến đường sắt bám dính mặt đất. Một phong cách kiến trúc như vậy đòi hỏi phải có một loạt các cấu trúc kỹ thuật. Ví dụ như cây cầu cạn Bergün/Bravuogn và Preda kiên cố được xây dựng trong khoảng 5 km đường chim bay và độ cao chênh lệch hơn 400 mét cần phải được giải quyết. Để duy trì được độ dốc tối đa đã định, kỹ sư trưởng dự án Friedrich Hennings đã nghĩ ra một liên kết phức tạp kéo dài tuyến đường sắt thêm 12 km. Hai đường hầm cong, ba đường hầm xoắn ốc và một số cây cầu đã khắc phục được vấn đề kỹ thuật bằng cách uốn lượn xung quanh giống như mạch ốc vít. Việc xây dựng hầm xoắn ốc Rugnux dài 660 mét đã gặp phải một vấn đề, nước của vùng núi này lạnh xuống đến 4 °C cản trở các hoạt động của công nhân.
Đường hầm Albula dài 5866 m băng qua lưu vực giữa sông Rhein và Danube, cách đèo Albula vài kilômét về phía tây. Với độ cao tối đa 1.820 m (5.970 ft) so với mực nước biển, đây là đường hầm cao thứ hai tại Thụy Sĩ chỉ sau hầm Furka. Việc xây dựng đường hầm bị cản trở bởi những vấn đề bất thường do nước rỉ ra, và điều này đã dẫn đến sự phá sản của nhiều nhà thầu xây dựng. Tổng cộng có 1.316 người đã tham gia xây dựng đường hầm Albula. Có 16 vụ tai nạn chết người liên quan đến công nhân xây dựng. Rạng sáng ngày 29 tháng 5 năm 1902, hai đầu của đường hầm đã được thông nhau tại độ cao 3.030,5 m (9.943 ft) ở cửa phía bắc và 2.835 m (9.301 ft) ở cửa phía nam.
Ngày 1 tháng 7 năm 1903, việc mở rộng tuyến đường sắt từ Doesis đến Celerina có lẽ đã được vang danh. Vì RHB và St. Moritz vẫn chưa đạt được thỏa thuận về địa điểm đặt nhà ga St. Moritz nên một đoạn đường dài 3 km đã phải trì hoãn cho đến ngày 10 tháng 7 năm 1904.
Tình trạng thiếu than đá trong Thế chiến I đã khiến RHB phải vật lộn với nhiệm vụ điện khí hóa. Vào ngày 20 tháng 4 năm 1919, phần đầu tiên của tuyến đường sắt đã được điện khí hóa giữa Bever và Filisur cung cấp năng lượng điện với hệ thống dòng điện xoay chiều 11 kV 16 2/3 Hz được sử dụng trên tuyến đường điện Engadine. Vào ngày 15 tháng 10 năm 1919, phần mở rộng của Doesis theo sau được hoàn thành.
Từ năm 1930, Glacier Express đã bắt đầu hoạt động trên tuyến đường sắt Albula. Bernina Express được bổ sung sau đó khi Thế chiến II kết thúc. Cả hai đoàn tàu này đã hoạt động như những ngọn giáo đầu của tuyến đường sắt Rhaetian danh tiếng huyền thoại như một phần của công ty đường sắt thu hút những du khách từ khắp nơi trên thế giới.